# Irmãs da Divina Providência

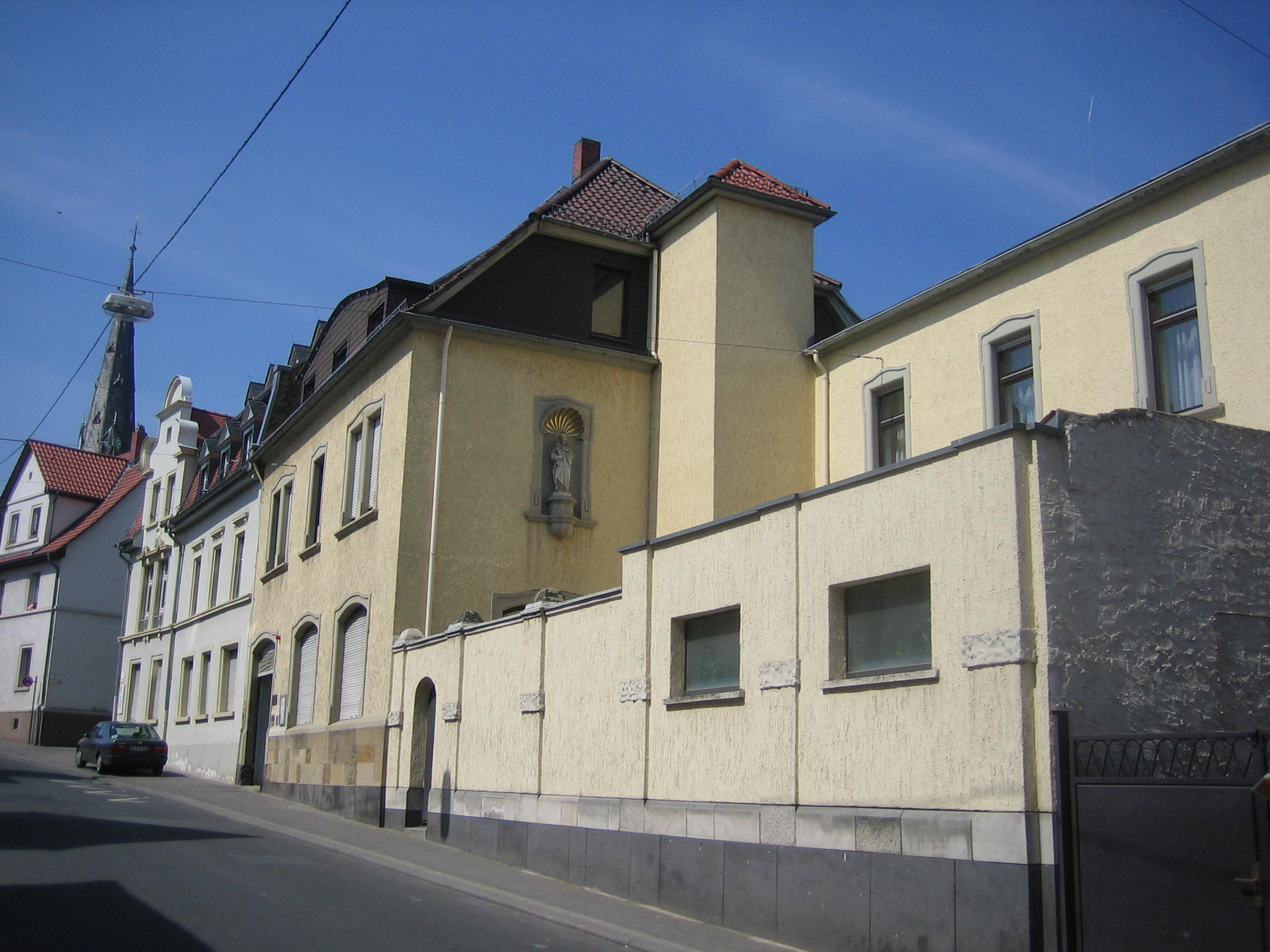
Straßenansicht des Klosters

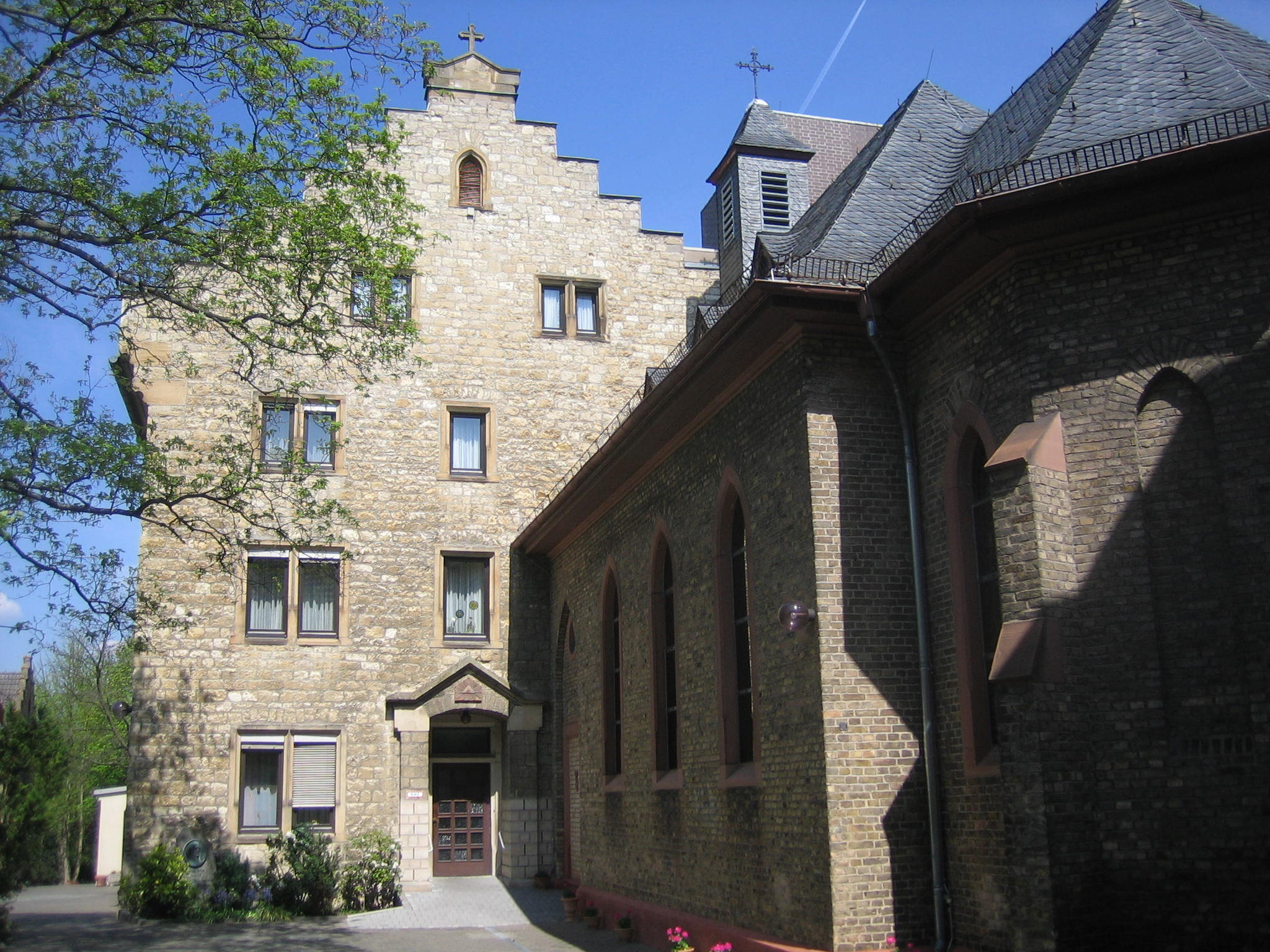
Hofansicht des Klosters

Irmãs da Divina Providência é uma congregação religiosa católica feminina fundada em 1851 na Alemanha pelo bispo de Mogúncia, Wilhelm Emmanuel von Ketteler e pela senhora Stephanie Amelia Starkenfels de la Roche, uma nobre francesa.
A congregação está dividida em três províncias, a saber: Alemanha, América e Caribe e Coreia, ainda há uma região no Peru. É uma comunidade de âmbito internacional composta de 750 membros que prestaram votos de obediência, pobreza e castidade, possui ainda 300 "associados".
A pronvícia norte-americana tem o nome de "Maria de la Roche", que é o nome adotado por Stephanie em religião. A ordem chegou nos Estados Unidos da América em 1876 com seis irmãs para dar assistência a imigrantes alemães que se instalaram em Pittsburgo.